# Павлівка (Лозуватська сільська громада)
Павлі́вка — село в Україні, у Криворізькому районі Дніпропетровської області. Орган місцевого самоврядування — Гейківська сільська рада. Населення становить 14 осіб.

## Географія
Село Павлівка знаходиться на правому березі річки Боковенька, вище за течією на відстані 2 км розташоване село Великофедорівка, нижче за течією на відстані 3 км розташоване селище Христофорівка.

## Історія
Село Павлівка виникло в контексті загального освоєння українських степів та розвитку сільського господарства на півдні країни. Дослідження свідчать, що села цього регіону були засновані в основному у XVIII-XIX століттях після ліквідації Запорозької Січі та активного заселення цих територій. Більшість населення складали українці, які займалися землеробством і скотарством.
Протягом своєї історії Павлівка, як і інші села Криворізького регіону, зазнала чималих змін: від реформування під час царської Росії до колективізації в радянський період, а також важливих подій під час Другої світової війни. Після здобуття Україною незалежності, село поступово адаптувалося до нових економічних і соціальних реалій.

## Флора
Рослинний світ Павлівки характерний для степової зони України. Тут переважають типові степові рослини, такі як:
- ковила,
- тонконіг,
- різнотрав'я (звіробій, полин, шавлія),
- грицики, які часто ростуть на полях і узбіччях.

Окрім природної флори, на території села є значні площі, зайняті під сільськогосподарські культури, серед яких вирощують пшеницю, кукурудзу, соняшник і ячмінь.

## Фауна
Фауна Павлівки також відображає особливості степового регіону. В навколишніх степах і лісосмугах можна зустріти такі види тварин, як:
- зайці,
- лисиці,
- польові миші,
- бакай (степова гадюка),
- сірі куріпки.

Поряд із цим, у сільському господарстві важливу роль відіграють свійські тварини: корови, свині, коні та птиця.
Флора та фауна Павлівки забезпечують природний баланс і підтримують традиційний аграрний спосіб життя мешканців, які живуть у гармонії з довкіллям.

## Населення

### Мова
Розподіл населення за рідною мовою за даними перепису 2001 року:
| Мова       | Відсоток |
| ---------- | -------- |
| українська | 78,6 %   |
| російська  | 21,4 %   |